# Norbornen
Norbornen je nenasycený cyklický uhlovodík. Jeho molekula obsahuje cyklohexenový kruh a methylenový můstek mezi atomy uhlíku v polohách 1 a 4. Dvojná vazba v molekule vyvolává silné úhlové napětí a výrazně navyšuje reaktivitu.

## Výroba
Norbornen se vyrábí Dielsovou–Alderovou reakcí cyklopentadienu a ethenu; podobně lze získat i řadu substituovaných norbornenů. Podobnými bicyklickými sloučeninami jsou norbornadien, který má stejný uhlíkový řetězec, ovšem dvě dvojné vazby, a norbornan, vznikající hydrogenací norbornenu.

## Reakce
Norbornen vstupuje do kysele katalyzované hydratační reakce za vzniku norborneolu. Tato reakce posloužila k určení neklasické struktury 2-norbornylového kationtu.
Norbornen se používá v  Catellaniových reakcích a meta-C−H aktivacích.
Některé substituované norborneny se účastní neobvyklých substitučních reakcí za tvorby 2-norbornylového kationtu.

### Polynorborneny

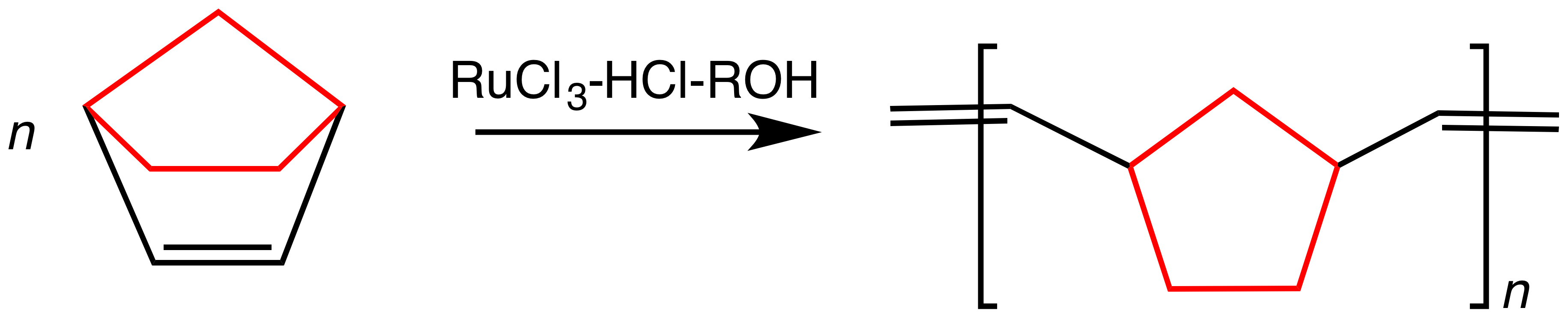
Tvorba polynorbornenu polymerizací s otevíráním kruhu

Norborneny fungují jako monomery při polymerizacích s otevíráním kruhu. Polynorborneny mívají vysoké teploty skelného přechodu.
Kromě polymerizací s otevíráním kruhu norbornenové monomery také vstupují do vinylových řetězcových polymerizací.
Podobným monomerem je ethylidennorbornen, odvozený od cyklopentadienu a buta-1,3-dienu.